# Desmodium guaraniticum
Desmodium guaraniticum är en ärtväxtart som först beskrevs av Robert Hippolyte Chodat och Emil Hassler, och fick sitt nu gällande namn av Gustaf Oskar Andersson Malme. Desmodium guaraniticum ingår i släktet Desmodium och familjen ärtväxter. Inga underarter finns listade i Catalogue of Life.